# Сарматський склеп
Сарматський склеп – археологічна знахідка, датована ІІІ ст. н.е. Виявлено наприкінці ХХ ст. на околицях міста Білгород-Дністровський. Нині знаходиться на території Церкви Успіння Пречистої Богородиці.

## Історія
Сарматська гробниця або склеп - антична споруда орієнтовно третього століття, виявлена випадково в районі вул.Кутузова на піщаному кар'єрі в 1989 році. 
У піщаному кар'єрі виконували господарські роботи і працівники натрапили на кілька складених один на одного кам'яних брил, які і виявилися склепом. Склеп був повністю засипаний піском, а все внутрішнє начиння зникло - археологи виявили, що поховання було розграбовано ще в давнину, проте збереглися фрагменти амфор, червона лакована кераміка і ліпнина. Біля входу знаходився жертовний стіл-своєрідний вівтар, який зараз знаходиться в Білгород-Дністровському краєзнавчому музеї. За залишками кераміки археологам вдалося датувати гробницю ІІІ ст. н.е. За припущеннями археологів  склеп могли спорудити сармати, що проживали в цих місцях. Після дослідження склеп був перенесений на територію Церкви Успіння Пречистої Богородиці.

## Загальний опис

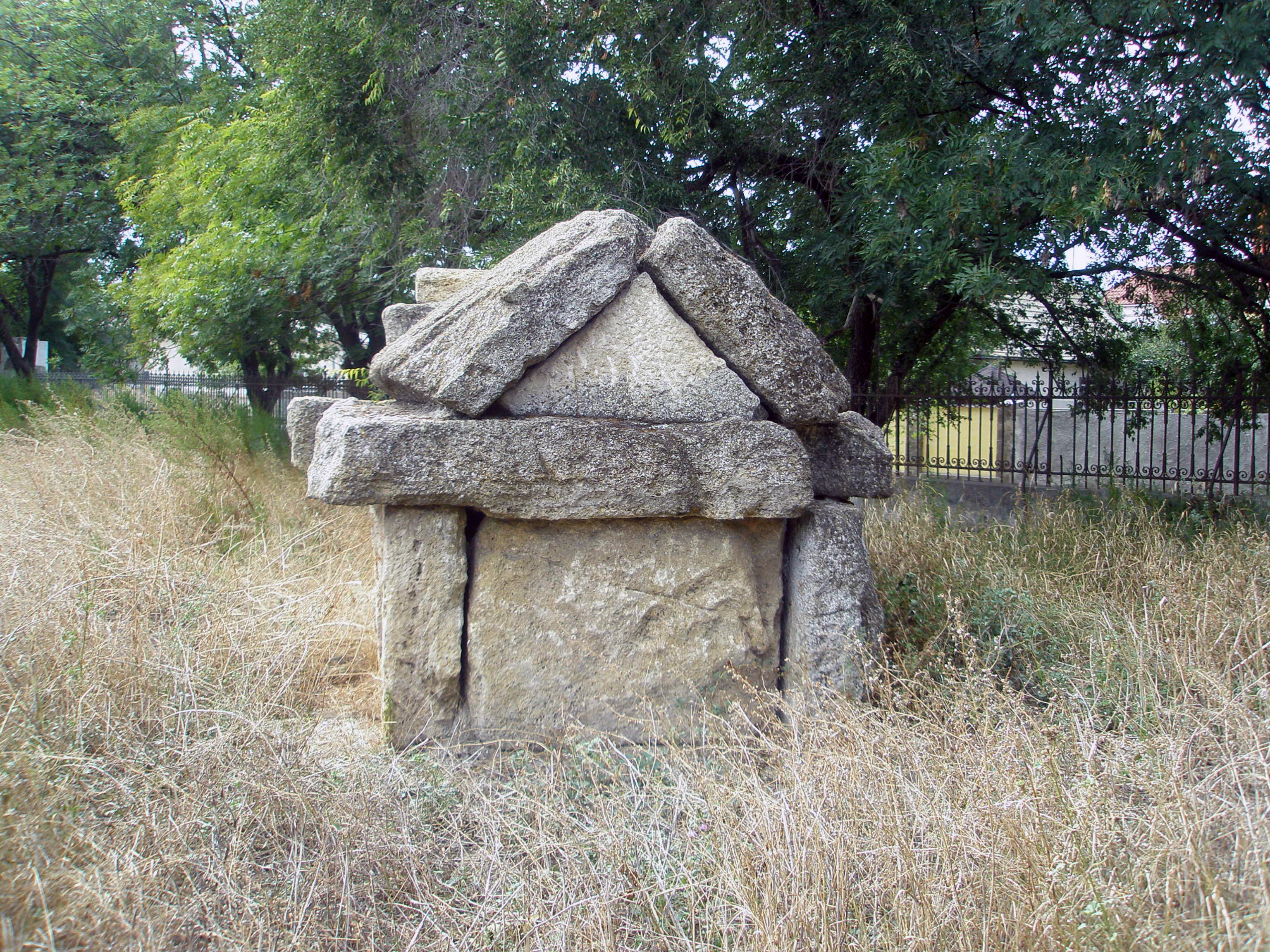
Сарматський склеп, вид ззаду (Білгород-Дністровськ)

Сам склеп споруджений з добре оброблених плит місцевого вапняку у вигляді карткового будиночка. Всі плити розміщені насухо, без застосування зв'язуючих розчинів. Стіни всередині склепу мали ретельну обробку з оштукатурюванням теракотового кольору вапняним розчином.  Складається з дромоса (коридор, що веде в похоронну камеру гробниці) і камери, орієнтований по лінії Захід-Схід. При зведенні спочатку був споруджений невеликий котлован в піску, на дно якого були покладені кам'яні плити підстави склепу.
Висота дромоса - 2,04 м, довжина - 1,2 м, ширина 1,52 м.
Камера склепу прямокутна,її розміри: 2,18х1, 4 м, висота 2,06 м.зведена з ряду великих кам'яних плит, встановлених на ребро, перекрита двома плитами двосхилим даху. Плити укладені насухо, без зв'язуючого розчину.
З внутрішньої сторони стіни склепу були ретельно оброблені і оштукатурені вапняним розчином теракотового кольору. Перед входом був встановлений жертовний столик-вівтар. Його розміри 1,07х0, 7 м, висотою 0,45 м, по периметру - поглиблений майданчик.